# Jagatsinghapur

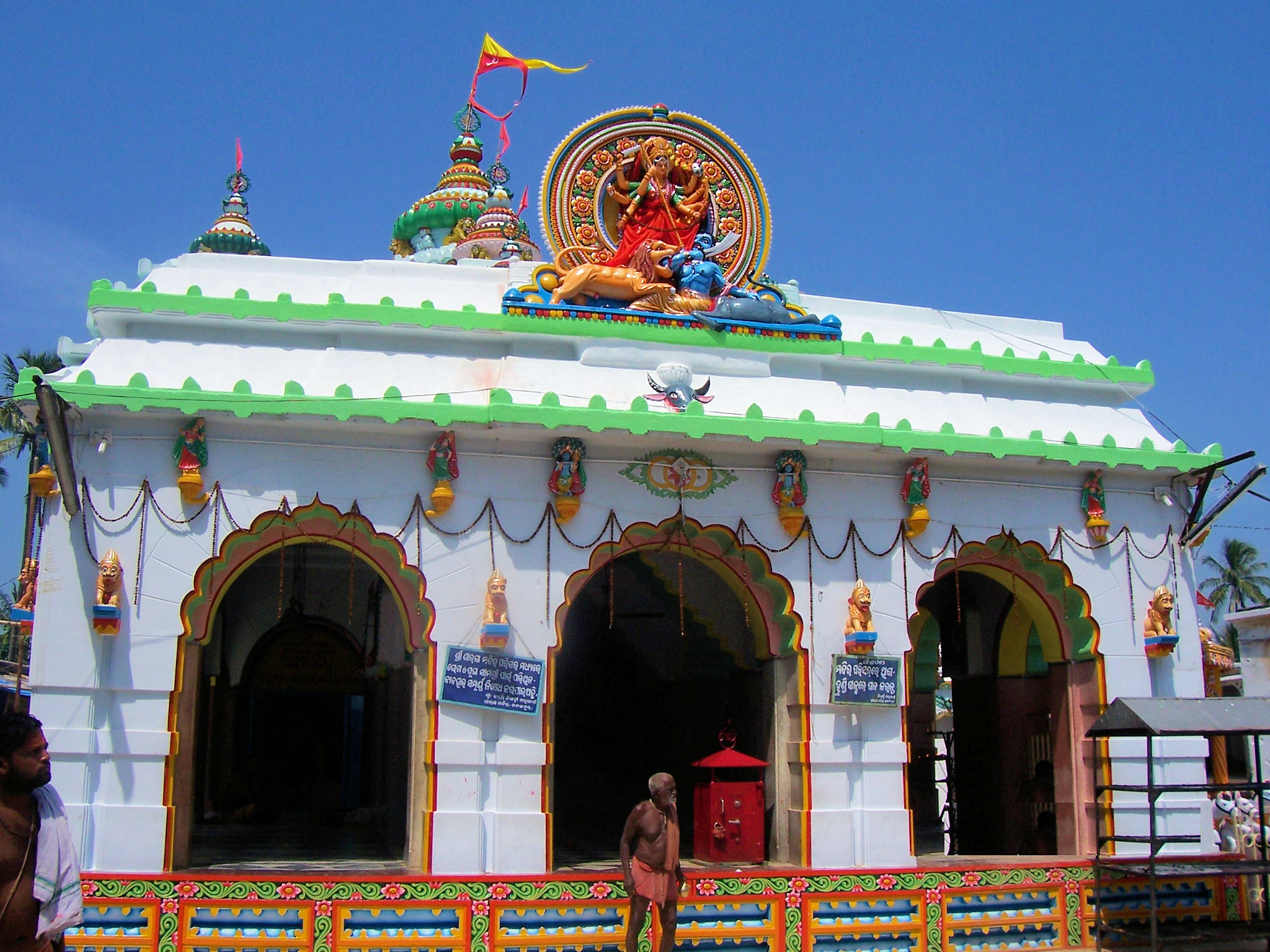
Hinduiska Saralatemplet i Jagatsinghapur.

Jagatsinghapur är en stad i den indiska delstaten Odisha, och är huvudort för ett distrikt med samma namn. Folkmängden uppgick till 33 631 invånare vid folkräkningen 2011.